# Atelier Plasse Le Caisne
Pour les articles homonymes, voir Plasse et Caisne.
L’atelier Plasse Le Caisne a été créé et animé par les tisserands Jacques Plasse et Laure (Bilou) Le Caisne, assistés d’une équipe très réduite. Installés à partir de 1936 à Houx (Eure-et-Loir), ils ont traduit en tapisseries souvent monumentales des maquettes de peintres de la nouvelle École de Paris.

## Biographies
Jacques Plasse est né le 12 avril 1901 à Paris et mort en 2002, Laure dite Bilou Le Caisne est née le 16 mars 1911 à Oued Alleug en Algérie) et morte le 28 juillet 2000.
En 1930 Jacques Plasse qui était « agriculteur et peintre » et Bilou Le Caisne, qui avait appris le tissage en Suède, partent s'installer dans le Centre artistique de Moly-Sabata, près de Lyon, chez le peintre Albert Gleizes. Bilou Le Caisne y perfectionne sa connaissance du tissage à la main et initie Jacques Plasse Le Caisne à la technique. Ils se forment tous deux auprès des tisserands de la région (les Canuts).
En 1934 Jacques et Bilou Plasse Le Caisne s'installent à Houx et participent en 1937 à l'Exposition internationale de Paris, réalisant les rideaux des pavillons d'Île-de-France et de Normandie. Ils entreprennent avant 1939 une sorte de « tour de France », auprès des tisserands, récupérant métiers et matériels promis à la destruction. En 1939 ils déménagent à Paris au 26 rue des Plantes. L'année suivante leur est attribué le prix Blumenthal pour la pensée et l'art français. 
Ils créent en 1945 l'école de tissage de Montréal (Canada) et en 1948 un atelier de tissage (de 20 métiers) au lycée de Montgeron, plus tard au lycée Honoré-de-Balzac. 
Le couple tisse alors des nappes et torchons, des tissus pour les grands couturiers, des écharpes en soie pour Sacha Guitry, des ornements liturgiques. Il a été ainsi tisserand de la Présidence de la  République ainsi que de la reine d’Angleterre.
À partir de 1947-1948 Jacques et Bilou Plasse Le Caisne adaptent les principes utilisés par les tisserands traditionnels de Lyon à la réalisation de tapisseries. Ils construisent en 1953 dans leur atelier de Houx un grand métier, leur permettant de tisser des œuvres de cinq mètres de largeur, à partir de maquettes, notamment, de Roger Bissière, Jean Le Moal, Alfred Manessier, Édouard Pignon, Georges Rouault, Gustave Singier, Jacques Villon, Léon Zack.

## Méthode

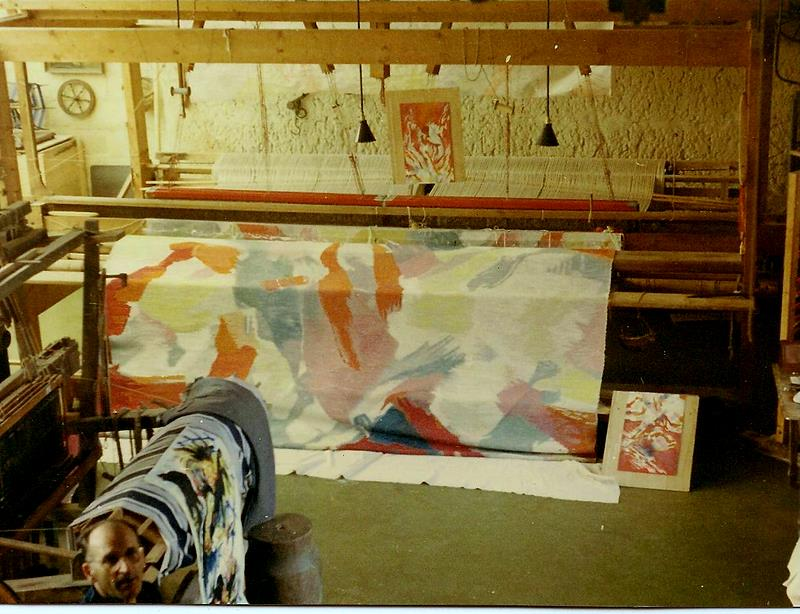
L’atelier des tisserands Plasse Le Caisne en 1967 lors de la réalisation de la tapisserie Hymne à la joie pour la salle des mariages du nouvel Hôtel de ville de Grenoble. Jacques Plasse en bas de l'image à gauche.

« Nos clients peintres n’ont jamais pu travailler avec Gobelins, Beauvais, Aubusson. Les clients de ces manufactures n’ont jamais pu travailler avec nous. Nos moyens sont différents (…) En 1945 (…) l’administrateur général des Gobelins osait nous confier des cartons de tapisseries modernes que ses ateliers ne pouvaient mener à bien. Il avait compris », résumait Jacques Plasse Le Caisne. 
Le drame de la tapisserie moderne est selon lui que « les Cartonniers et les Lissiers n’ont aucun contact spirituel (…). Ils sont sur deux plans opposés. Rien ne les rapproche. Et souvent ils s’ignorent à jamais. Aucun lissier d'une Manufacture n’a jamais été chez un peintre en lui demandant de voir cinquante toiles pour découvrir son œuvre. Braque, Rouault, Manessier et d'autres, à qui j’ai posé la question, n’ont jamais reçu la visite de celui qui tissait ».
En marge des méthodes traditionnelles Jacques Plasse, « tout au contraire d’un cartonnier qui fait un carton sec et précis », demande au peintre qu’il va traduire « une maquette libre au dixième, avec l'essentiel », puis réalise lui-même un agrandissement que le peintre vient corriger : « alors le vrai travail commence. Devant le dessin nous parlons ». Jacques et Bilou Plasse Le Caisne déjeunent, dinent avec lui, voient des centaines de ses toiles, attendent « quelquefois six mois ou un an avec le carton piqué sur le mur de l’atelier », puis se mettent au travail. « La tenture de 50 mètres s’enroule pendant 9 mois, nous travaillons à quatre, sans revoir ce que nous avons fait, et le jour terrible, crucial et fatidique arrive : nous mettons la tapisserie au mur ».

## Principales réalisations

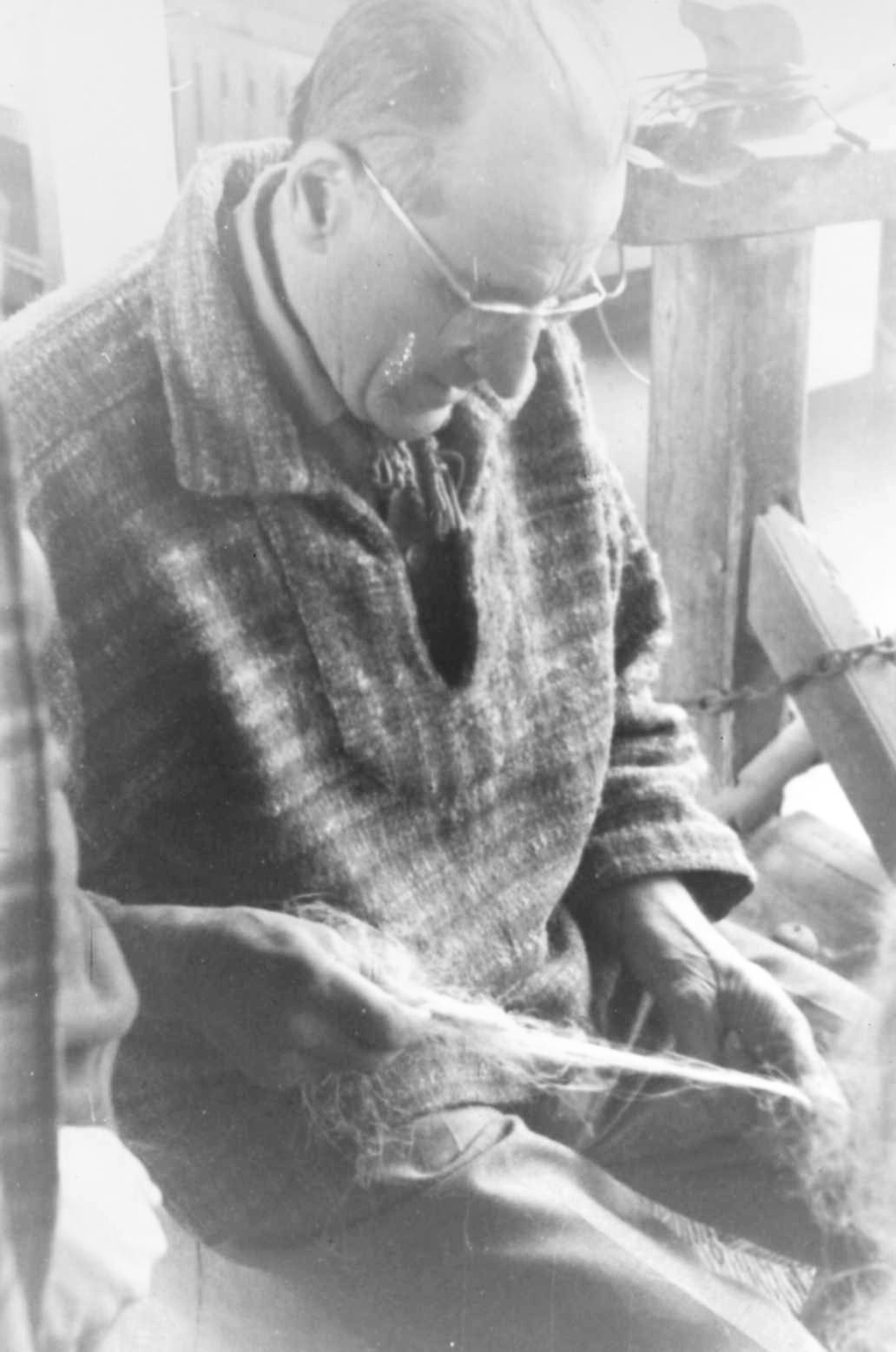
Jacques Plasse en 1967

- François Arnal, : tapisserie pour l'ambassade de France à Sarrebrück (75 m2)
- Jean Bazaine : Aquarelle (2,30 × 1,00 m)
- Eudaldo : tapisserie, 1964
- Jean Le Moal : La Tragédie (2,50 × 1,80 m) et La Comédie, 1950 (2,50 × 1,80 m), Mobilier national; La Forêt, 1951; Espaces, 1962 (2,20 × 2,50 m); Tapisserie pour l'église Notre-Dame de Rennes, 1965 (7,40 × 2,40 m)
- Louttre.B, Composition abstraite, 1955, (1,15 × 2,28 m), Mobilier national
- Édouard Pignon : Bataille, 1967 (1,85 × 3,90 m); Plongeurs (1,90 × 2,60 m); Tête de guerrier (1,00 × 1,40 m)
- Maurice Rocher : Notre-Dame de la Salette, 1954, église Saint-Pierre, Le Mesnil-Véneron (Manche); Saint-Martin,1953, église Saint-Martin, Le Tourneur (Calvados)
- Georges Rouault : Sainte Face, Chapelle Sainte-Thérèse-de-l'Enfant-Jésus et de la Sainte-Face, 1958
- Gustave Singier ; Village de Provence, 1960 (2,25 × 1,90 m)
- Ferdinand Springer : Calices, 1960, (1,85 × 1,40 m)
- Jacques Villon : Entre terre et ciel, 1964 (3,00 × 2,30 m)
- Léon Zack, Aquarelle (2,30 × 1,50 m); 8 tapisseries d'église, chape et chasubles
- Zao Wou-Ki, Deux oiseaux, 1953, (0,75 × 0,79 m)

## Plasse Le Caisne etManessier
En 1950 les tisserands Plasse Le Caisne réalisent pour le Mobilier national deux tapisseries de Jean Le Moal qui les a rencontrés à leur retour du Canada. En 1952 Le Moal leur fait connaître Manessier qui se lie d'amitié avec eux. L'atelier Plasse Le Caisne réalise par la suite la plupart des tapisseries de Manessier.

### Articles coonexes
- Tisserand
- Alfred Manessier